# Sainte-Sigolène
Sainte-Sigolène is een gemeente in het Franse departement Haute-Loire (regio Auvergne-Rhône-Alpes). De gemeente telde 6.060 inwoners op 1 januari 2022. De plaats maakt deel uit van het arrondissement Yssingeaux.
Al aan het einde van de 16e eeuw stond de plaats bekend om haar ambachtelijke weverijen. In de 19e eeuw kwamen industriële weverijen in de plaats van het huisambacht. Na de neergang van de textielindustrie kwam er een kunststofindustrie.

## Geografie
De oppervlakte van Sainte-Sigolène bedroeg op 1 januari 2022 30,64 vierkante kilometer; de bevolkingsdichtheid was toen 197,8 inwoners per km². De plaats ligt op 35 km van Saint-Étienne en op 90 km van Lyon.
De onderstaande kaart toont de ligging van Sainte-Sigolène met de belangrijkste infrastructuur en aangrenzende gemeenten.

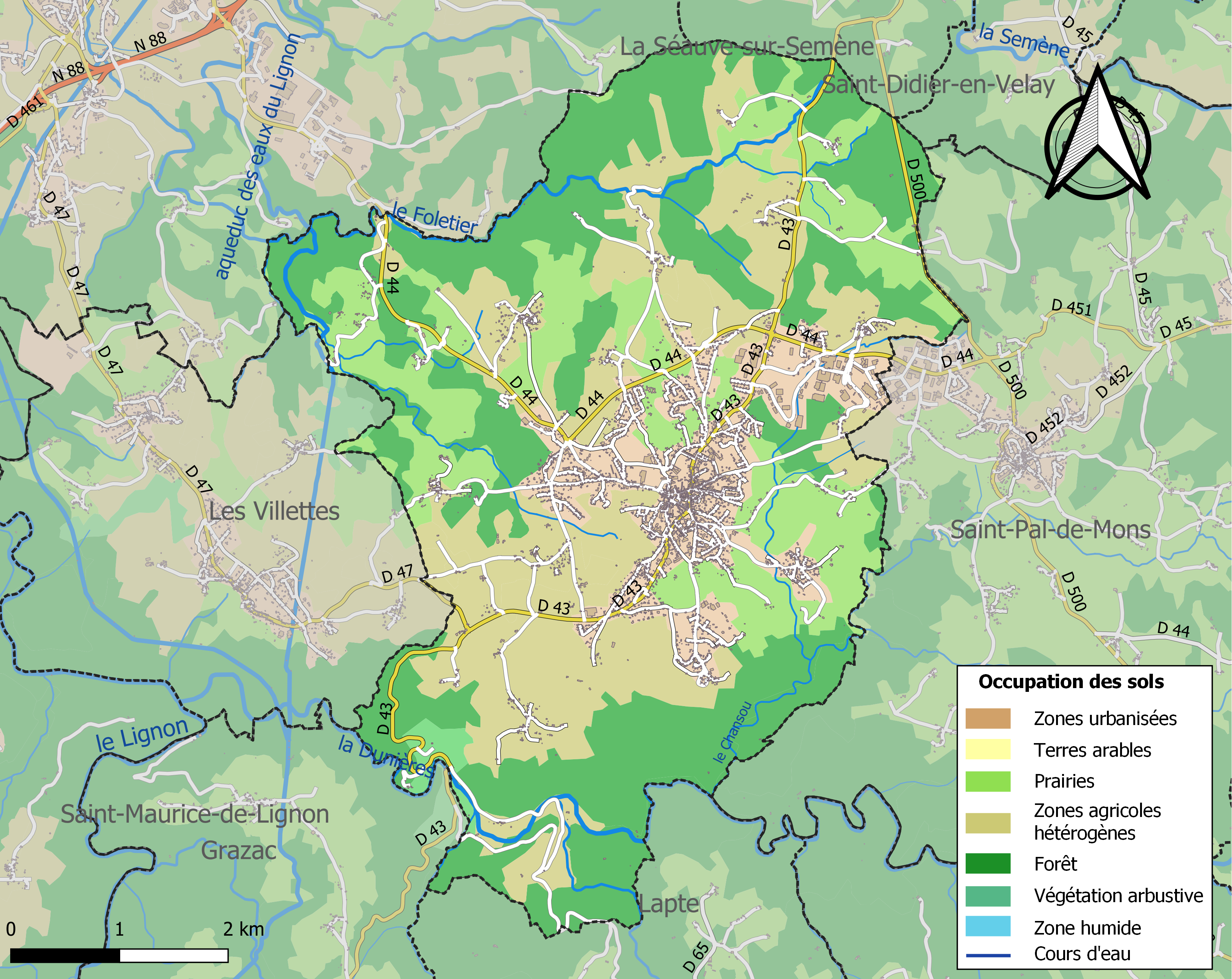

## Demografie
Onderstaande figuur toont het verloop van het inwonertal (bron: INSEE-tellingen).